# Jerica Mrzel
Jerica Mrzel, slovenska igralka, glasbenica in političarka, * 11. april 1945, Turiška vas.

## Življenjepis
Med letoma 1964 in 1968 je študirala igro na Akademiji za gledališče, radio, film in televizijo v Ljubljani, diplomirala pa je leta 1972. Takoj po študiju je postala članica PDG Nova Gorica, kjer je bila od leta 1969 do 1973. Leta 1975 je postala članica ljubljanske Drame, nato pa je sodelovala v Eksperimentalnem gledališču Glej in v Pekarni.
Med igralsko kariero se je najbolj proslavila v komičnih vlogah, nastopala pa je tudi kot šansonjerka. Leta 1999 je celo izdala zgoščenko z naslovom Pusti pevcu peti. Kot mojstrica interpretacije umetniške besede je nastopala na mnogih recitalih, sodelovala pa je tudi v več slovenskih filmih ter TV-nadaljevankah.
Leta 1990 je bila nominirana za Slovenko leta.
Med letoma 2000 in 2004 je bila poslanka Združene liste socialnih demokratov v Državnem zboru RS.

### Filmske vloge
- Boj na požiralniku (1982)
- Poletje v školjki 2 (1988)
- Ljubezen (1984)

## Nagrade
- Borštnikova nagrada 1975 za igro v vlogi Cipe v predstavi Tako, tako! v izvedbi gledališča Pekarna
- Borštnikova nagrada 1986 za igro v vlogi Caval v igri Toma Sheparda Summertime v izvedbi Gledališča Glej
- Borštnikova nagrada 1987 za vlogo 1Ž, Usta in Nastopajoči v kompilaciji Beckettovih tekstov Komedija/ Ne jaz/ Katastrofa v izvedbi Gledališča Glej
- Župančičeva nagrada 1999